# Universitetet i Cambridge

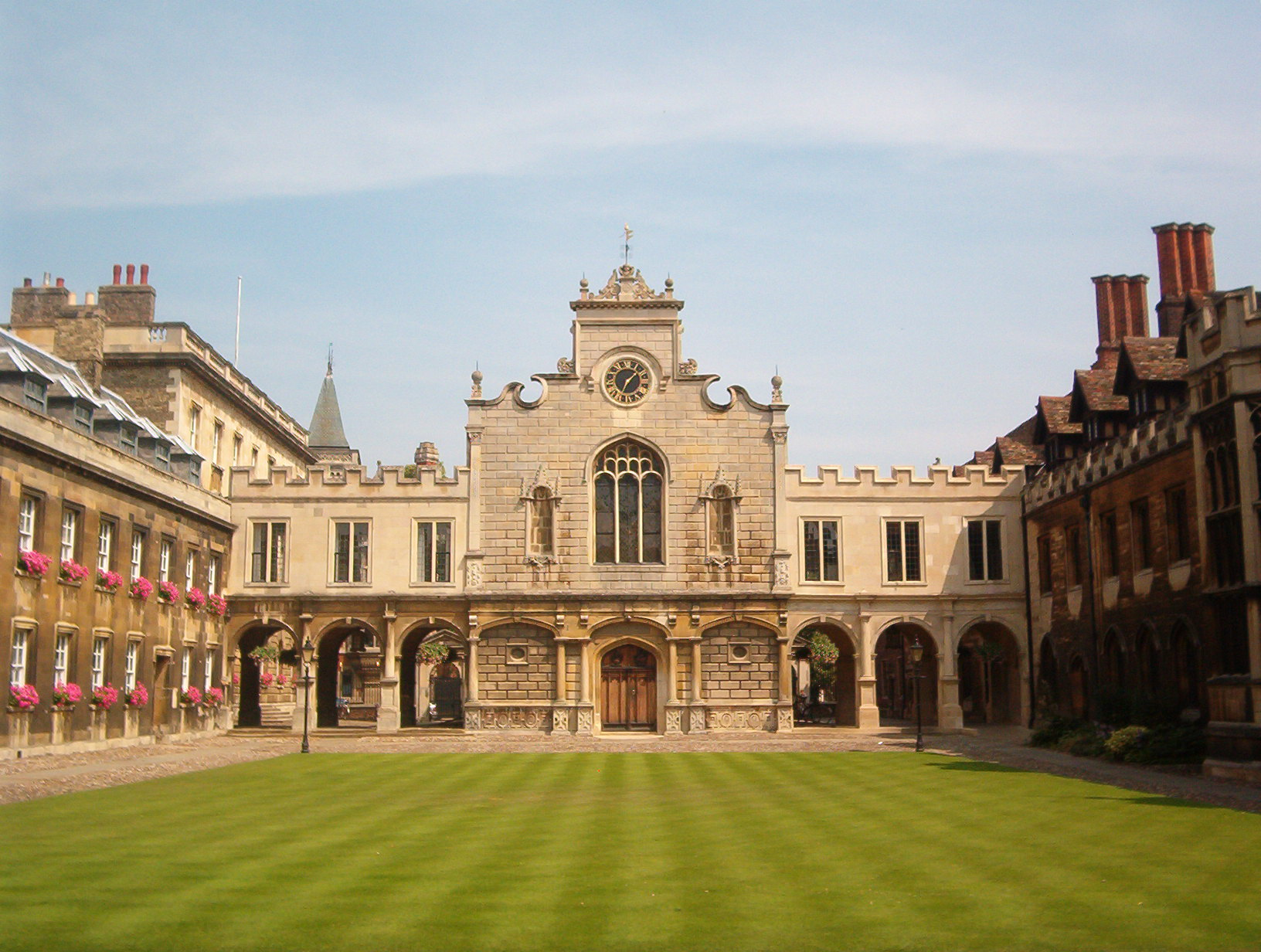
Innergården på Peterhouse, det äldsta colleget i Cambridge.

Universitetet i Cambridge (engelska: University of Cambridge) är ett engelskt universitet i staden Cambridge i grevskapet Cambridgeshire, omkring 80 kilometer norr om London. Staden har fått sitt namn efter floden Cam som rinner genom den. Enligt traditionen grundades universitetet av missnöjda lärare och studenter från Oxford 1209, men som officiellt startår brukar 1284 anges, vilket är året då universitetets äldsta college, Peterhouse, kom till. Idag består universitetet av 31 colleges.

## Ranking
Universitetet i Cambridge anses vara ett av världens mest framstående lärosäten. I en världsranking 2010 hamnade Cambridge på 1:a plats. Det rankades som det näst främsta lärosätet i världen, endast efter Oxfords universitet, i Times Higher Educations ranking av världens främsta lärosäten 2018. Det har producerat fler nobelpris än någon annan akademisk institution och många av de forskare som senare har belönats med nobelpriset har själva varit studenter vid universitetet som unga.
Cambridges och Oxfords sammantaget dominerande ställning bland de brittiska lärosätena har givit upphov till den skämtsamma hopdragningen Oxbridge av de båda städernas namn. Uttrycket användes av författaren Virginia Woolf i essän Ett eget rum. Rivaliteten mellan universiteten tar sig bland annat uttryck i idrottskamper, så kallade "varsity matches", varav den berömda rodden på Themsen är en.

## Organisation
Universitetets organisation beskrivs normalt som en konfederation av fakulteter, colleges och andra enheter. Fakulteterna består av ämnesinstitutioner och andra centrum. Generellt kan man säga att fakulteterna är ansvariga för att bedriva forskning och att arrangera centraliserade undervisningsaktiviteter i kursform. Colleges, å sin sida, är de som antar studenter, svarar för deras boende och utgör knutpunkten för många av studentaktiviteterna. Vid varje college sker också lärarledd handledning i små grupper, så kallade supervisions. Många lärare vid universitetet är knutna både till en fakultet och till ett college.

### Colleges vid universitetet i Cambridge
| colleges           | Grundat |
| ------------------ | ------- |
| Christ’s           | 1505    |
| Churchill          | 1960    |
| Clare Hall         | 1966    |
| Clare              | 1326    |
| Corpus Christi     | 1352    |
| Darwin             | 1964    |
| Downing            | 1800    |
| Emmanuel           | 1584    |
| Fitzwilliam        | 1869    |
| Girton             | 1869    |
| Gonville and Caius | 1348    |
| Homerton           | 1976    |
| Hughes Hall        | 1886    |
| Jesus              | 1496    |
| King’s             | 1441    |
| Lucy Cavendish     | 1965    |
| Magdalene          | 1428    |
| Murray Edwards     | 1954    |
| Newnham            | 1871    |
| Pembroke           | 1347    |
| Peterhouse         | 1284    |
| Queens’            | 1448    |
| Robinson           | 1979    |
| St Catharine’s     | 1473    |
| St Edmund’s        | 1896    |
| St John’s          | 1511    |
| Selwyn             | 1882    |
| Sidney Sussex      | 1596    |
| Trinity            | 1546    |
| Trinity Hall       | 1350    |
| Wolfson            | 1965    |

### Professurer
- Professor of Anatomy
- Regius Professor of Civil Law
- Regius Professor of Physic
- Regius Professor of Hebrew
- Regius Professor of Greek
- Regius Professor of Botany
- Lady Margaret's Professor of Divinity
- Lucasian Professor of Mathematics